# 在日イラク人
在日イラク人（ざいにちイラクじん、アラビア語: عراقيون في اليابان、クルド語: Îraqîyan li Japonya）は、日本に一定期間在住するイラク国籍の人々である。

## 統計
日本の法務省の在留外国人統計によると、2018年6月末時点で在日イラク人は140人である。
在留資格別（3位まで）
| 順位 | 在留資格                 | 人数 |
| ---- | ------------------------ | ---- |
| 1    | 家族滞在                 | 40   |
| 2    | 技術・人文知識・国際業務 | 26   |
| 3    | 留学                     | 21   |

都道府県別（3位まで）
| 順位 | 都道府県 | 人数 |
| ---- | -------- | ---- |
| 1    | 茨城     | 33   |
| 2    | 東京     | 29   |
| 3    | 大阪     | 19   |